# 南昌昌北国际机场
南昌昌北国际机场位于中华人民共和国江西省南昌市北28千米的乐化镇，距离九江107千米，距离庐山风景名胜区不到90千米。1996年10月20日开工建设，1999年9月10日建成投入使用，取代军民合用的向塘机场。2004年2月晋升为国际机场。2017年，昌北机场年客运量突破1000万人次，成为国内千万级干线枢纽机场。2018年，南昌昌北国际机场全年吞吐量超过1352万人次，全国排名上升一位，跻身全国前30。目前通航超过70个国内外城市，运营航线达85条（含经停航线），共有41家航空公司在机场运营。

## 机场建设
1996年10月20日，机场开工建设，设有T1航站楼和2,800米长的跑道。
1999年9月10日，机场建成投入使用。
2004年2月，昌北机场通过对外籍飞机开放口岸验收，4月20日，中国民用航空局正式批准“南昌昌北机场”更名为“南昌昌北国际机场”，英文名称为“NANCHANG CHANGBEI INTERNATIONAL AIRPORT”。
2005年，机场旅客流量达到230万人次，2006年达到300万人次，远超原设计的200万人次标准，因此机场启动了二期改扩建工程。
2006年，南昌昌北国际机场二期改扩建工程举行了奠基典礼,为江西省“十五规划”重点建设项目。工程总投资为25亿元，按满足2020年旅客吞吐量1200万人次、高峰小时旅客4373人次、年货邮吞吐量12万吨、年飞行架次12.1万架次规划建设，新建9.66万平方米的T2航站楼，跑道延长至3600米，新建20个近机位、11个远机位，扩建后共有51个机坪机位，机场飞行区等级提升至4E。同时新建高架桥1089米，扩建现有进场路达到双向八车道，路幅宽53米，中央隔离带宽9米。新建停车场8万平方米，提供车位近2000个。工程于2007年上半年正式开工，2009年正式投入使用。
2011年5月23日T2航站楼启用，T1作为国际航站楼。
2012年2月7日，南昌昌北国际机场获得中国民用航空局《关于颁发南昌昌北国际机场临时使用许可证的批复》（民航函〔2012〕137号），升格为4E级国际机场。
2016年T1国际航站楼启动整体改造工程，该项目按2030年国际旅客年吞吐量200万人次的需求进行改造，高峰小时处理能力为685人。改造总建筑面积27140平方米，主要包括出发大厅2120平方米，办理乘机手续大厅1716平方米，候机区6814平方米，行李提取大厅1930平方米，行李分检厅2070平方米，到达大厅2733平方米等。主要改建内容包括：航站楼整体装修、改造及建筑结构加固，供水供电、暖通、弱电、消防等系统改造，批复概算3.77亿元。
2019年10月18日，南昌昌北国际机场T1航站楼改造完成并全面启用，改造后，航站楼建筑面积达2.82万平方米，满足国际旅客年吞吐量200万人次的要求。
2019年10月29日至31日，昌北机场T2航站楼配套工程评审会召开，将于今年年底启动南昌昌北国际机场T2航站楼C指廊扩建延申及配套工程。据悉，本次C指廊延伸及飞行区配套工程初步设计总概算为20.41亿元，工程包括：T2航站楼C指廊向北延伸约338米，新增建筑面积34721平方米，工程设计目标年为2023年，满足全部国内2000万人次旅客吞吐量的需求；C指廊周围新建近机位停机坪，主要满足C、E类飞机停靠，本期新建机位20个，其中近机位16个，远机位3个，隔离机位1个；将G滑行道、H滑行道两条垂直滑行联络道向东延长，在距G滑行道中线南侧76m新建一条机位滑行道，并在c指廊延伸西侧与东侧分别新建一条机位滑行道；为解决航站楼与北侧货运区的交通联系，设置1条空侧下穿通道穿越北侧滑行道，设置一条消防车道联通消防中心与本次新建机坪。

### 航站楼
T2航站楼位于T1航站楼北侧，采用坐北朝南的布局面积9.66万平方米，采用主楼+指廊式构型主楼宽222.4米，进深90米。航站楼设计采纳了江西山水文脉的建筑造型理念，以鄱阳湖、庐山、滕王阁作为设计灵感来源，体现了江西厚重的历史文化迎接新时代挑战的进取精神。航站楼内部设计采用现代大跨架结构，合理布局，屋面弧形结合桁架结构，充分利用屋面的交错形成采光侧窗，通过天窗解决通风问题，体现节能和环保的设计理念。航站楼的两个指廊，西指廊长454.8米，东指廊长158.7米，呈流线型的两翼设计。
T2航站楼于2011年5月23日晚上十一时正式启用。

## 发展前景
南昌昌北国际机场建设总体规划为一次规划分步实施，即分近期（至2005年）、远期（约至2018年）、终端三步。近期规划飞行区等级指标为4D，主次降方向均满足I类精密进近要求;跑道长2800M、宽45M，并相应地建平行滑行道和联络道，能起降A300-600以下机型；航站楼面积为27141平方米，能满足年旅客吞吐量200万人次及高峰小时1100人次要求。远期以一条跑道满负荷、满足年旅客吞吐量850万人次及高峰小时4000人为依据，飞行区等级指标为4E，满足B747-400全重起飞要求，跑道向北延长至3400M，道面加道肩部宽度达60M，并相应加宽滑行道；航站楼约需12万平方米(T1和T2)，站坪机位约40个。终端以两条跑道满负荷、满足年旅客吞吐量2500~3000万人次及高峰小时8500人为依据，建设第二条跑道，第二条跑道也应满足B747-400全重起飞要求，跑道长3600M，道面加道肩总宽度为60M，航站楼面积约为27~30万平方米(T1,T2和T3)，站坪机位约90~100个。机场的供油、供水、供电、通信及其他辅助设施随不同时期的建设规模而相应配套实施。

## 航空公司與航点

### 境內航線
| 航空公司     | 目的地 |
| ------------ | --- |
| 中国东方航空 | 北京/大兴、西安、成都/天府、广州、贵阳、济南、昆明、南京、宁波、青岛、上海/浦东、上海/虹桥、深圳、太原、徐州、长春、烟台、哈尔滨、西双版纳、琼海、鄂尔多斯（经停西安） |
| 深圳航空     | 成都/天府、重庆、广州、哈尔滨、海口、昆明、青岛、上海/浦东、深圳、沈阳、乌鲁木齐、长春、运城                                                                           |
| 春秋航空     | 深圳、石家庄、长春、揭陽、沈阳、北海、扬州 |
| 海南航空     | 北京/首都、海口、呼和浩特、济南、三亚、深圳、太原、天津、潍坊、西安、兰州、徐州、榆林                                                                                  |
| 四川航空     | 北海、成都/天府、重庆、昆明、丽江、宁波、天津、温州、西昌、桂林、揭陽、舟山                                                                                            |
| 江西航空     | 北海、成都/天府、赣州、贵阳、哈尔滨、海口、济南、兰州、青岛、厦门、太原、天津、西安、郑州、乌鲁木齐、沈阳、北京/大兴、琼海                                             |
| 中国国际航空 | 北京/大兴、北京/首都、成都/双流、成都/天府、重庆、银川 |
| 首都航空     | 北京/大兴、海口、呼和浩特、济南、青岛、丽江、三亚 |
| 昆明航空     | 昆明 |
| 天津航空     | 西安、贵阳、重庆、宁波 |
| 中国西部航空 | 重庆、三亚、哈尔滨 |
| 中国南方航空 | 大理、广州、深圳、太原、长春、海口、重庆、贵阳、天津、石家庄 |
| 重庆航空     | 大理、香格里拉 |
| 祥鹏航空     | 赣州、海口、麗江（經泸州） |
| 九元航空     | 广州、贵阳、太原、烟台 |
| 多彩贵州航空 | 遵义/茅台 |
| 成都航空     | 成都/天府、贵阳、海口、呼和浩特、济南、南宁、丽江、烟台 |
| 西藏航空     | 拉萨、绵阳 |
| 奥凯航空     | 昆明、深圳、天津、西安、北海、赣州、海口 |
| 山东航空     | 济南、昆明、南宁、青岛、珠海 |
| 吉祥航空     | 昆明、丽江、南京、南宁、上海/浦东 |
| 青岛航空     | 青岛、遵义/新舟、烟台、南通、临沂 |
| 河北航空     | 北京/大兴、石家庄、三亚、淮安、长治 |
| 湖南航空     | 昆明、兰州、珠海、南京 |
| 长龙航空     | 昆明、宁波、西安、珠海 |
| 桂林航空     | 海口、北海、徐州、西双版纳 |
| 华夏航空     | 兴义（經停贵阳）、包头（經停太原） |
| 东海航空     | 深圳、南通 |
| 北部湾航空   | 南宁、宁波 |
| 长安航空     | 西安 |
| 金鵬航空     | 济南 |
| 上海航空     | 上海/虹桥 |
| 中国联合航空 | 鄂尔多斯（直飛或經停南阳） |

### 港澳台/國際航線
| 航空公司       | 目的地                                  |
| -------------- | --------------------------------------- |
| 江西航空       | 香港、濟州、吉隆坡（2025年8月25日開辦） |
| 中國東方航空   | 大阪/關西、新加坡                       |
| 春秋航空       | 曼谷/素万那普                           |
| 泰國越捷航空   | 曼谷/素万那普                           |
| 泰國獅子航空   | 曼谷/廊曼                               |
| 越捷航空       | 芽庄                                    |
| 酷航           | 新加坡                                  |
| 伊爾庫茨克航空 | 伊爾庫茨克                              |

## 统计
请参阅源Wikidata查询.

## 交通接驳

### 公路交通
南昌昌北国际机场可以从昌九高速公路（福银高速公路G70）经机场高速公路到达。从南昌市区到机场小轿车收费5元。

### 公交线路
从南昌市区到昌北机场的公交线路有以下几條:
- 机场公交1线（原608路）沿途设置站点：火车站、老福山、八一大道永叔路口、南大附属眼科医院·省中医院、青山路口（仅火车站方向）、儿童医院（仅火车站方向）、省人民医院、昌北、省高级人民法院、昌北机场
- 机场公交2线（原606路）沿途设置站点：徐坊客运站、十字街、武警总队、丰和立交、昌北机场
- 机场公交3线 沿途设置站点：南昌西站、南昌大学前湖校区、南昌大学前湖校区北门、昌北机场
- 机场公交4线 沿途设置站点：泰耐克城市航站楼（秋水广场）、格兰云天酒店、昌北机场
  - 票价：15元。

同时机场还在新余，九江设立了异地城市候机楼。

### 地铁
南昌地铁1号线在机场停车场东侧，规划3号航站楼西侧设有昌北机场站，2025年6月28日启用。

### 铁路
建设中的昌九客运专线在规划3号航站楼西侧设有昌北机场站。

## 事故
2018年3月4日下午3点35分，昌北机场2号航站楼外的顶棚在暴风雨中发生大范围垮塌，未造成人员伤亡。
2019年8月24日，比利时ASL航空（航班号3V820，南昌-列日）的一架波音747货机高速中断起飞造成起落架轮胎爆胎，无法自行脱离跑道，导致跑道关闭以及大量航班延误取消。事故飞机被拖离跑道后机场恢复运营，事故中无人员伤亡。